# Salangana de l'Himàlaia
La salangana de l'Himàlaia (Aerodramus brevirostris) és una espècie d'ocell de la família dels apòdids (Apodidae) que habita l'Àsia Oriental, des de l'Himàlaia cap a l'est, a través de Bangladesh, Xina occidental, Laos, Malaisia, Myanmar, Tailàndia i el Vietnam.